# Tetris (NES)
Tetris, también conocido como Tetris clásico, es un videojuego de lógica desarrollado y publicado por Nintendo para la Nintendo Entertainment System (NES). Basado en Tetris (1985) de Alekséi Pázhitnov, fue lanzado tras una batalla legal entre Nintendo y Atari Games, que había publicado previamente una versión para consola fuera de los términos de su licencia de Tetris. Bullet-Proof Software había lanzado previamente Tetris para la Family Computer en diciembre de 1988, mientras que Nintendo había lanzado Tetris para Game Boy a principios de 1989.
Nintendo obtuvo los derechos exclusivos para consolas domésticas de la propiedad intelectual de Tetris de las autoridades soviéticas de Elektronorgtechnica, dejando a Atari sin saber que no poseía esos derechos según su licencia. Esto obligó a Atari a retirar rápidamente su versión de Tetris para NES, lo que fue un golpe importante para Atari y su subsidiaria involucrada, Tengen. Los críticos estadounidenses consideraron la versión de Nintendo como un producto inferior a la versión retirada de Atari.
Este port de Tetris es inusual porque fue diseñado para tener un final al volverse demasiado rápido para jugar después de cierto progreso. La puntuación debe acumularse mediante un juego eficiente, más que por pura resistencia, antes de que termine la partida. Estas características han llevado a su uso como juego de deportes electrónicos. Aunque la velocidad máxima del juego estaba destinada a ser imposible de jugar, se demostró que era manejable con novedosas técnicas de pulsación de botones desarrolladas en la década de 2020.
Aunque inicialmente fue eclipsado por su contraparte de Game Boy, el Tetris de NES ha recibido una atención renovada desde 2018 tras un resurgimiento en popularidad y avances por parte de jóvenes jugadores de alto nivel, quienes ahora juegan durante tanto tiempo que el software se comporta de manera errática.

## Mecánica de juego
Esta versión de Tetris tiene dos modos de juego: Tipo A y Tipo B. En el modo Tipo A, el objetivo es alcanzar la mayor puntuación posible. A medida que se eliminan líneas, el nivel avanza y aumenta la velocidad de caída de los bloques. En el modo Tipo B, el tablero comienza con bloques obstáculos aleatorios en la parte inferior, y el objetivo es eliminar 25 líneas. El nivel permanece constante, y los jugadores eligen la altura del obstáculo previamente.
Durante el juego, los tetrominós se eligen aleatoriamente. Esto deja la posibilidad de períodos prolongados sin piezas de barra larga, esenciales porque los "Tetrises" valen más que eliminar la misma cantidad de líneas en individuales, dobles o triples. La próxima pieza a caer se muestra en una ventana de vista previa junto al campo de juego. En un panel lateral, el juego registra cuántos de cada tetrominó han aparecido hasta el momento.
En el modo Tipo A, el nivel avanza cada 10 líneas eliminadas. Cada nivel sucesivo aumenta los puntos obtenidos por eliminación de líneas y cambia los colores de las piezas del juego. Todos los niveles del 1 al 10 incrementan la velocidad del juego. Después del nivel 10, la velocidad solo aumenta en los niveles 13, 16, 19 y 29, momento en el cual la velocidad deja de aumentar. En el nivel 29, las piezas caen a 1 celda de la cuadrícula por cuadro, lo que es demasiado rápido para casi todos los jugadores y se denomina "pantalla de la muerte". Los desarrolladores nunca previeron que alguien jugara más allá de la pantalla de la muerte, ya que el juego no muestra correctamente los números de nivel después del 29, pero con modernas técnicas de velocidad, los jugadores hábiles pueden superar el nivel 29.
Al iniciar un juego, los jugadores pueden seleccionar un nivel inicial de 0 a 9, pero si se mantiene presionado el botón A en el control al elegir un nivel, se añaden 10 niveles adicionales, elevando las opciones de inicio a 0 a 19. Al comenzar en un nivel posterior, el nivel no debería avanzar hasta que se hayan eliminado tantas líneas como habría tomado avanzar desde el nivel 0 hasta el nivel inicial. Debido a un error, los niveles comenzarán a avanzar antes de lo previsto al iniciar en el nivel 10 o superior.

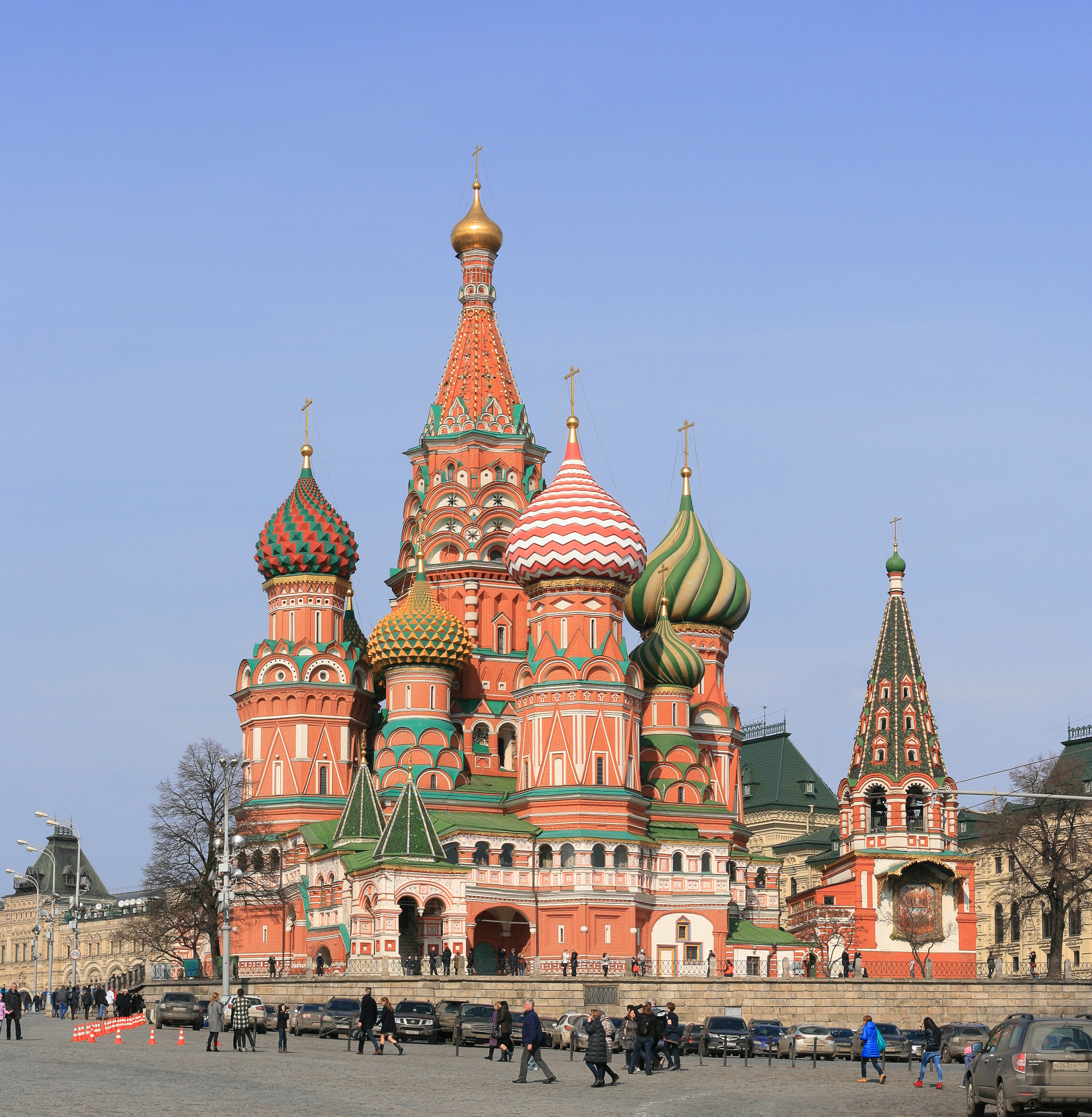
La Catedral de San Basilio aparece en la pantalla de título y el final, aludiendo al origen soviético de Tetris.

Al final de un juego Tipo A, una puntuación sustancial genera un final animado de un lanzamiento de cohete frente a la Catedral de San Basilio. El tamaño del cohete depende de la puntuación, desde un cohete de botella hasta el transbordador Burán. En el mejor final, un OVNI aparece en la plataforma de lanzamiento y la catedral despega. Tras un juego Tipo B de alto nivel, varios personajes de Nintendo actúan frente a la catedral.
La definición de "vencer el juego" ha cambiado con el tiempo con el desarrollo de nuevos métodos de control diseñados para juegos de alto nivel. Después de eliminar alrededor de 1550 líneas, el juego corre el riesgo de colapsar debido a operaciones de multiplicación ineficientes. Hacer que el juego colapse de esta manera se considera popularmente "vencer el juego", una hazaña lograda por primera vez el 21 de diciembre de 2023 por el joven de 13 años Willis Gibson, conocido por su alias en línea "Blue Scuti".

### Puntuación
La puntuación obtenida por cada eliminación de línea depende del nivel. Cada tipo de eliminación (individual, doble, triple o Tetris) tiene un valor base que se multiplica por el número inmediatamente superior al nivel actual. Para cualquier nivel {\displaystyle n}, una individual otorga {\displaystyle 40(n+1)} puntos, una doble otorga {\displaystyle 100(n+1)} puntos, una triple otorga {\displaystyle 300(n+1)} puntos y un Tetris otorga {\displaystyle 1200(n+1)} puntos. El juego también otorga puntos por mantener presionada la tecla de bajar para hacer caer las piezas más rápido, dando 1 punto por cada celda de la cuadrícula que una pieza sea soltada suavemente de forma continua. A diferencia de las eliminaciones de líneas, esto no escala por nivel.
Esta convención de puntuación hace que obtener Tetrises sea mucho más eficiente que eliminar una cantidad equivalente de líneas mediante eliminaciones menores. En el nivel 0, un Tetris otorga 300 puntos por línea eliminada, una triple otorga 100 puntos por línea, una doble otorga 50 puntos por línea y una individual otorga 40 puntos por línea. Por ejemplo, una individual en el nivel 0 vale 40 puntos y un Tetris vale 1200 puntos. Una individual en el nivel 9 vale 400 puntos y un Tetris vale 12,000 puntos, mientras que una individual en el nivel 29 vale 1200 puntos (igual que un Tetris en el nivel 0) y un Tetris en el nivel 29 vale 36,000 puntos.

## Juego de alto nivel

### Técnicas de velocidad

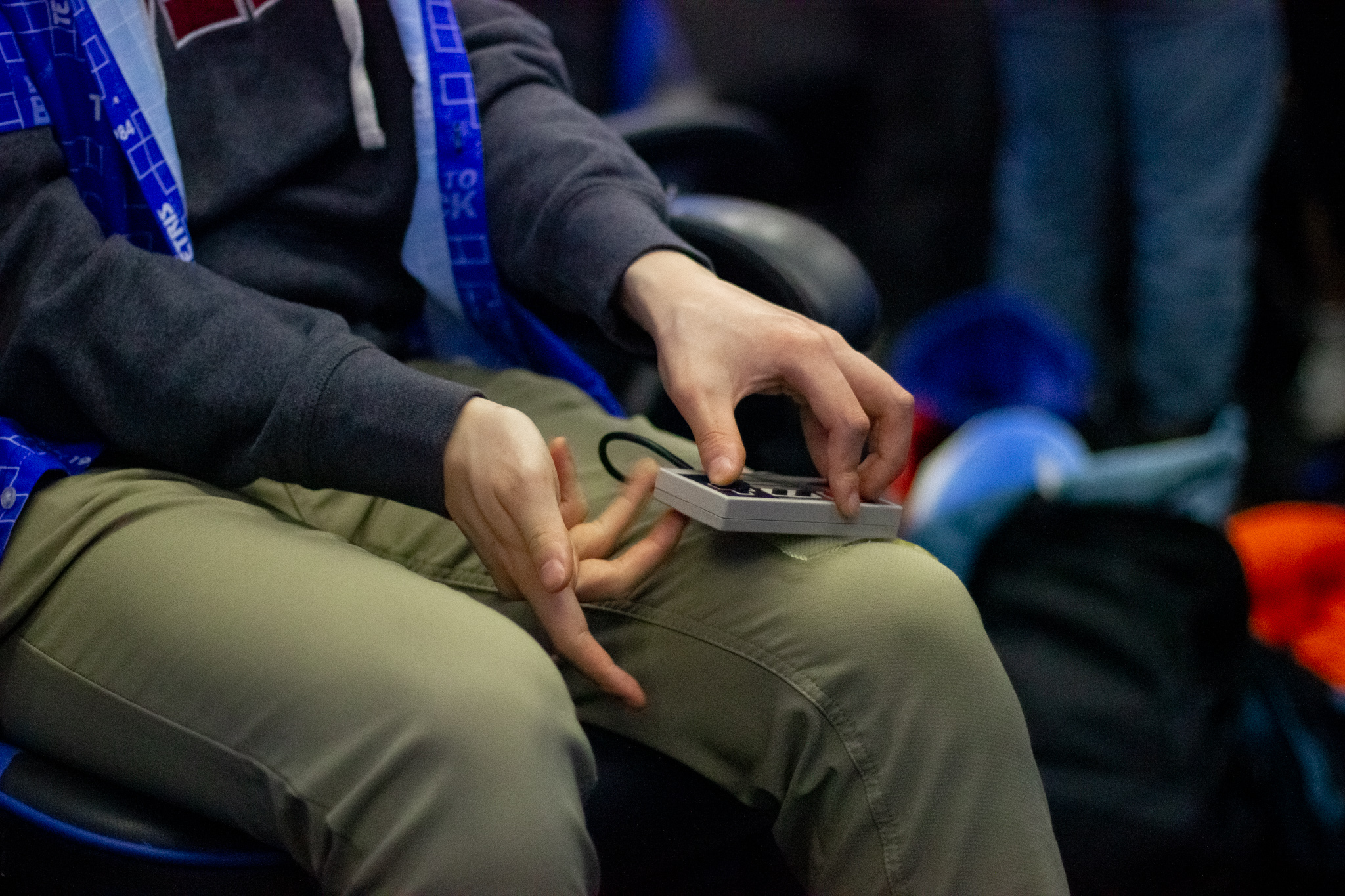
Las entradas pueden hacerse rápidamente al golpear el control desde atrás ("rolling") con tantos dedos sucesivos como sea necesario para mover la pieza a la ubicación deseada.

Uno de los factores más limitantes en el Tetris de NES es la velocidad a la que un tetrominó puede moverse hacia la izquierda o derecha. En la versión NTSC, cuando se presiona una tecla de movimiento, la pieza se mueve instantáneamente una celda de la cuadrícula, se detiene por 16 cuadros debido a un desplazamiento automático retrasado, y luego se mueve nuevamente una vez cada 6 cuadros, o 10 veces por segundo. En niveles más altos, esperar este retraso no es viable porque las piezas caen demasiado rápido.
Una técnica conocida como "hypertapping" (híperpulsar) se usa para evitar este retraso. Al emplear el hypertapping, la velocidad horizontal del tetrominó se maximiza al tocar rápidamente el pad direccional más de 10 veces por segundo. La técnica implica flexionar los bíceps hasta que tiemblen, de modo que el temblor de alta velocidad golpee el pulgar contra el D-pad. Thor Aackerlund fue el primero en usar esta técnica, pero la misma era muy rara hasta que fue popularizada por Joseph Saelee en 2018. Jacob Sweet de The New Yorker describió el hypertapping como "convertir [el] pulgar en un martillo neumático."
En 2020, la técnica del "rolling" (rolar) fue desarrollada por el jugador competitivo de NES Tetris, Chris "Cheez_fish" Martinez. Para usar el rolling se coloca un dedo estacionario en el pad direccional mientras los dedos de la otra mano tamborilean en la parte trasera del control, empujando los botones hacia la mano estacionaria. Para reducir la fricción, se puede usar un guante en la mano que tamborilea. Esta técnica es mucho más rápida y menos agotadora físicamente que el hypertapping, permitiendo mover piezas horizontalmente hasta 30 veces por segundo y habilitando el juego mucho más allá del nivel 29. Desde 2021, numerosos récords mundiales han sido logrados con la técnica del rolling, la cual se usa en torneos como el Classic Tetris World Championship.

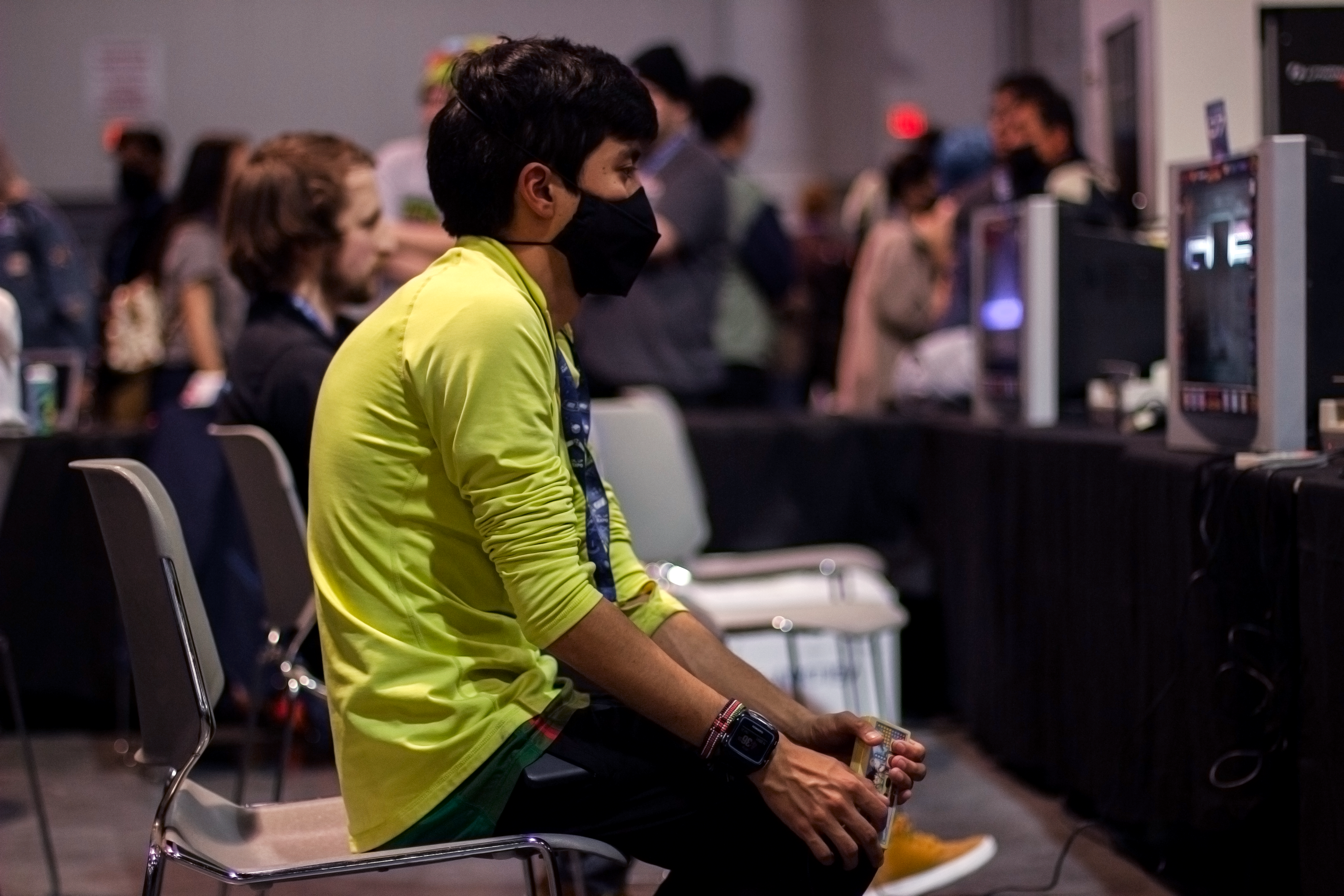
Un jugador usando el hypertapping.
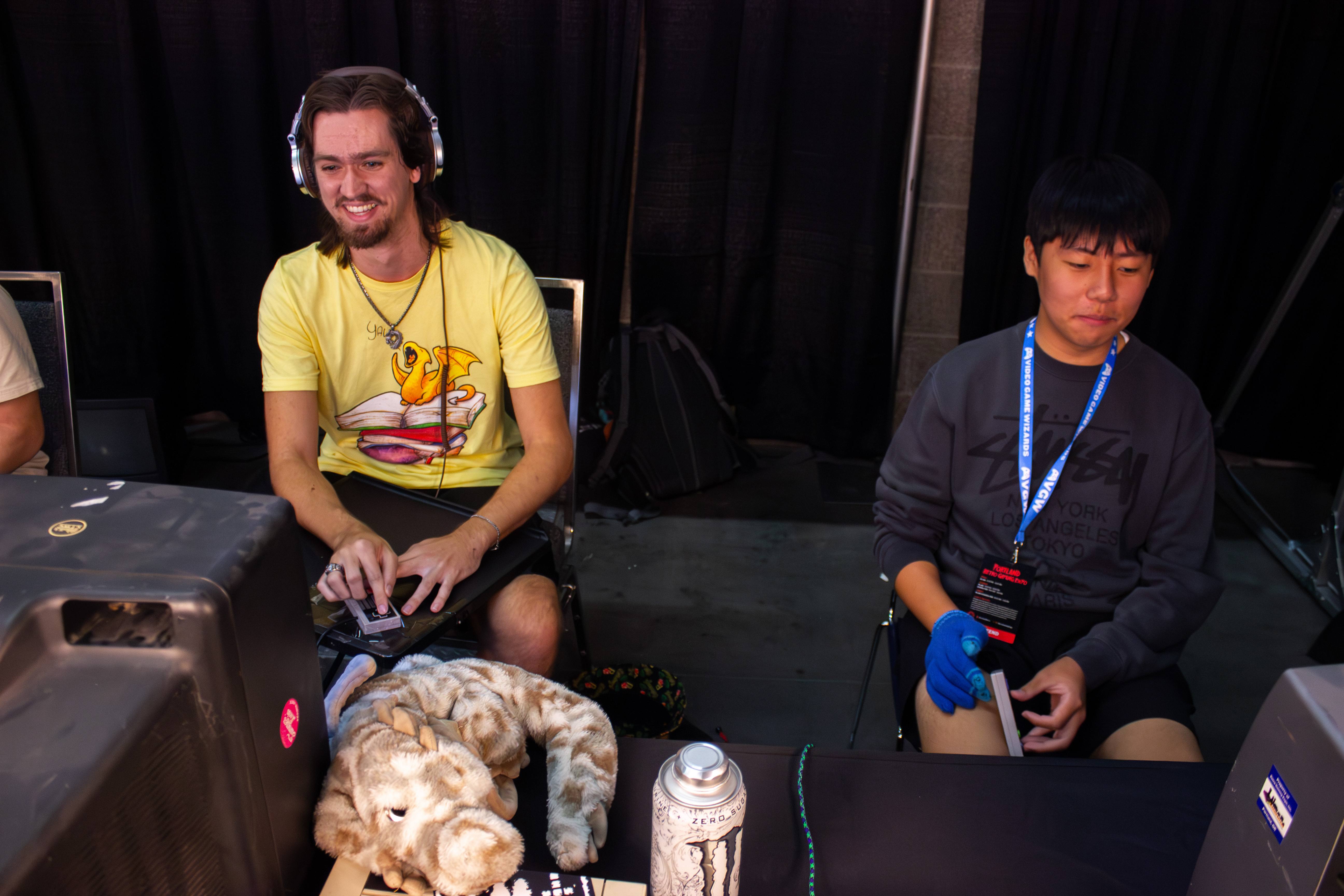
Un jugador usando el hypertapping (izquierda) compite con un jugador que usa el rolling (derecha).
- Video de personas usando el rolling.

### Historial de logros importantes
En 2009, Harry Hong se convirtió en la primera persona verificada independientemente en alcanzar 999,999 puntos en un cartucho sin modificar, conocido como un puntaje máximo. Anteriormente, se reclamaron puntajes máximos plausibles pero no verificados por Thor Aackerlund c. 1990 y Jonas Neubauer c. 2002.

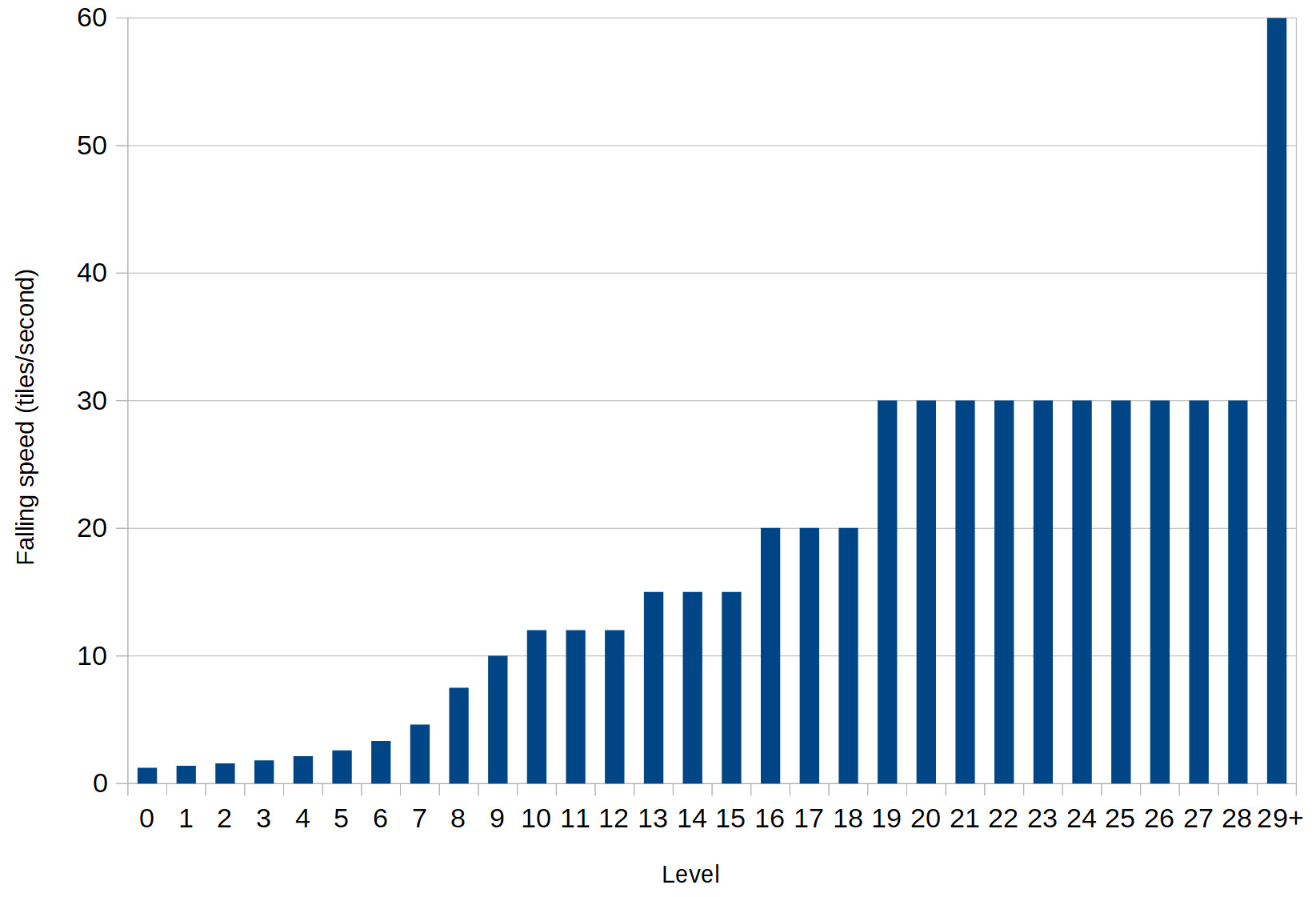
En la versión norteamericana, el nivel 29 está asociado con un aumento extremo en la gravedad de las piezas.

Las piezas alcanzan su velocidad máxima de caída en el nivel 29 en la versión NTSC y en el 19 en la versión PAL, cuando la velocidad se duplica repentinamente. Según The New Yorker, el nivel 29 "parece intencionalmente imposible; una forma rápida para que los desarrolladores pongan fin al juego". Debido a esta "barrera suave", se requería un juego eficiente para acumular puntos antes de que el nivel 29 terminara la partida. En la década de 2000, el nivel 29 pasó a ser conocido como la "pantalla de la muerte" del juego, aunque esta etiqueta se consideró errónea cuando el nivel fue superado en la década de 2010.

#### Progresión más allá del nivel 29
Aackerlund, un hypertapper, demostró por primera vez en 2011 que el nivel 29 podía superarse. En el documental Ecstasy of Order: The Tetris Masters se le muestra llegando al nivel 30. A partir del nivel 30, el contador de niveles del juego deja de funcionar correctamente, sugiriendo aún más que los desarrolladores no creían que el nivel 29 pudiera superarse. El nivel 31 fue alcanzado por primera vez en 2018 por el hypertapper de 15 años Joseph Saelee, quien eventualmente completó cuatro niveles consecutivos más hasta el nivel 35, y para 2020 los hypertappers habían llegado hasta el nivel 38. Kyle Orland de Ars Technica explica que, gracias a la técnica rolling introducida por Martinez en 2020, "los jugadores estaban volviéndose lo suficientemente buenos como para jugar indefinidamente a la velocidad del mismo 'Nivel 29' que antes se considerara una pantalla de la muerte segura solo unos años antes".
El enfrentamiento final en el Classic Tetris World Championship en 2022 resultó en que los competidores Eric Tolt y Justin Yu alcanzaran dos millones de puntos en un juego y los niveles 73 y 69, respectivamente. Para evitar juegos extremadamente prolongados, a partir de 2023 el CTWC usa una versión modificada que incluye una "super pantalla de la muerte" en el nivel 39, donde las piezas alcanzan el fondo en solo un sexto de segundo: dos bloques por cuadro.

#### Problemas técnicos en niveles muy altos
En 2014, el investigador informático Mike Birken publicó un análisis del código del juego de Tetris, incluyendo detalles sobre comportamientos inesperados que ocurren en niveles muy altos.
Un error de desbordamiento de enteros se encontró por primera vez en el nivel 138, en el cual las paletas de colores comenzaron a cargarse desde áreas de memoria no relacionadas, creando colores de piezas inusuales e imprevistos. En particular, los niveles 146 y 148, apodados "crepúsculo" y "carbón", presentan piezas negras que son extremadamente difíciles de ver contra el fondo negro, obstaculizando el progreso. Además, el código de conteo de puntuación podría colapsar el juego después de eliminar unas 1550 líneas, correspondiente al nivel 155.
En diciembre de 2023, el roller de 13 años Willis Gibson de Stillwater, Oklahoma, fue el primero en completar el nivel "carbón" 148. Continuó jugando y alcanzó un colapso del juego en el nivel 157. Dado que se consideraba que Tetris era imposible de ganar (debido a que un "topping out" es necesario para terminar la partida), se acredita a Gibson como la primera persona en "vencer el juego" desde su lanzamiento en 1989. En una declaración, la CEO de Tetris Company, Maya Rogers, felicitó a Gibson por su "hazaña que desafía todos los límites preconcebidos" de Tetris. Los cofundadores Alekséi Pázhitnov y Henk Rogers se reunieron con Gibson en enero de 2024, calificando su partida como un "logro increíble, increíble".
Si uno logra evitar las condiciones que colapsan Tetris, completar el nivel 255 haría que el contador de niveles se desborde de nuevo al nivel 0; una partida que desborda el contador de niveles de esta manera se llama juego de "renacimiento". Antes de que se pueda alcanzar este nivel, los jugadores deben lidiar con otro error encontrado por primera vez luego de 2190 líneas, donde un subdesbordamiento de enteros impide que el contador de niveles aumente. El siguiente nivel solo se alcanza tras eliminar 810 líneas adicionales. El 6 de octubre de 2024, Michael Artiaga, usando una versión modificada resistente a colapsos del juego, se convirtió en el primero en completar el nivel 255 y lograr un juego de renacimiento, tras lo cual eliminó suficientes líneas para llegar a lo que sería el nivel 347 si el contador de niveles no se hubiera reiniciado a cero.

### Deportes electrónicos

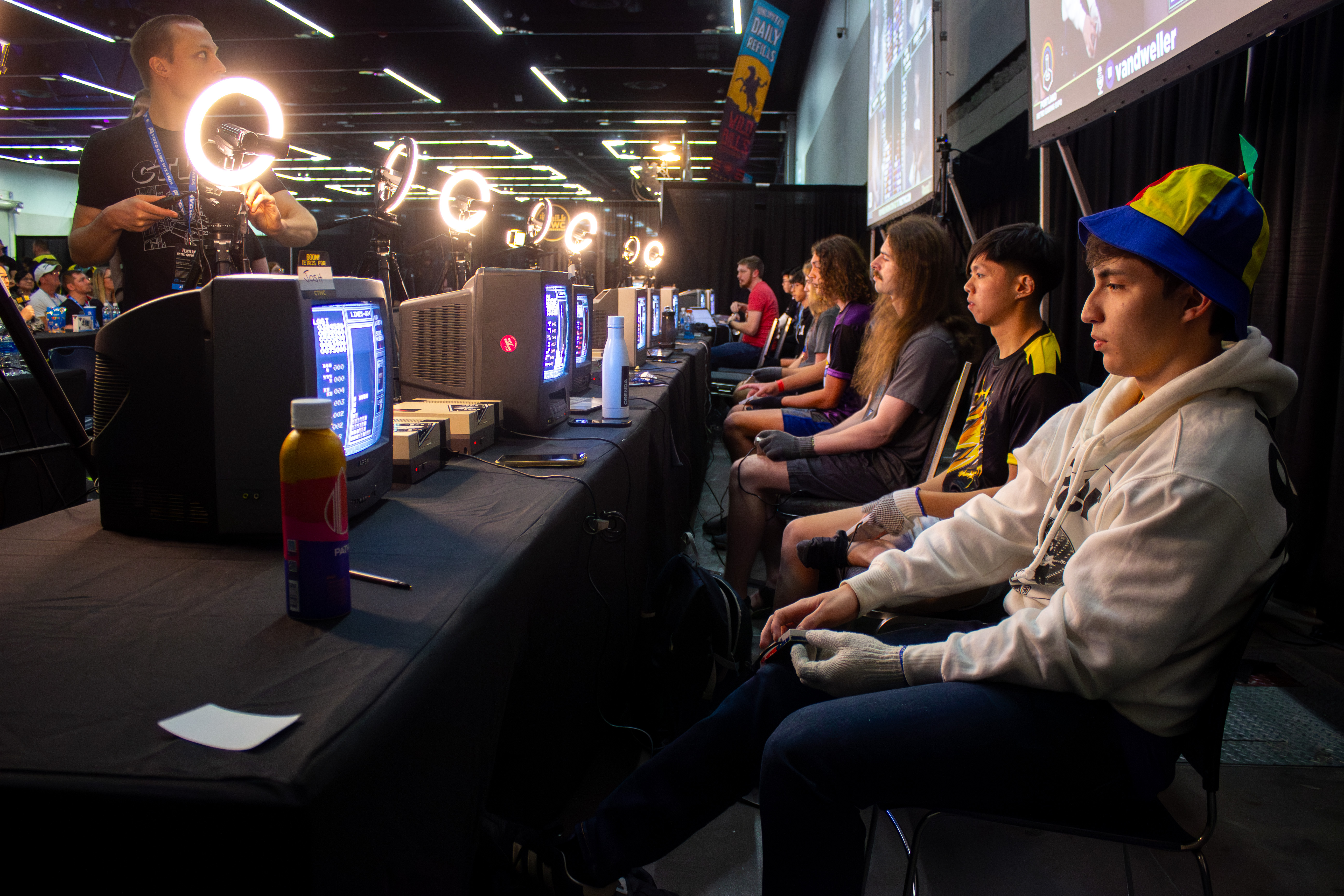
Personas jugando Tetris competitivamente en el Classic Tetris World Championship en 2023.

Los Campeonatos Mundiales de Nintendo de 1990 se basaron en Tetris Tipo A, Super Mario Bros. y Rad Racer. En cada ronda, los concursantes tenían un total de seis minutos para acumular la mayor puntuación posible en los tres juegos. Como la puntuación de Tetris se multiplicaba por 25 en el conteo final, la estrategia predominante era apresurarse por los otros dos juegos para dedicar todo el tiempo disponible a Tetris.
Desde 2010, la versión NES de Tetris ha participado en el Campeonato Mundial de Tetris Clásico (Classic Tetris World Championship, CTWC) anual, que consiste en una competencia uno contra uno para obtener la mayor cantidad de puntos. Cartuchos especializados permiten a ambos competidores usar la misma secuencia de piezas.
Desde 2017, el torneo Tetris Clásico Mensual (Classic Tetris Monthly, CTM) se realiza mensualmente con el mismo formato uno contra uno que el CTWC. Las reglas del CTM son más relajadas que las del CTWC, permitiendo el uso de emuladores y hardware de terceros. Tanto en el CTWC como en el CTM, hay un límite en el nivel 39, ya sea deteniendo el juego una vez alcanzado el nivel 39 o mediante una modificación que implementa una "Super Pantalla de la Muerte", duplicando la velocidad de caída en el nivel 39.

## Desarrollo

### Licenciamiento
Para 1989, unas seis compañías reclamaban derechos para crear y distribuir el software de Tetris para computadoras domésticas, consolas de juegos y sistemas portátiles. ELORG, la oficina soviética que poseía los derechos de autor definitivos, afirmó que ninguna de las compañías estaba legalmente autorizada para producir una versión de arcade, y firmó esos derechos con Atari Games. Los derechos para consolas y portátiles no japoneses fueron cedidos a Nintendo.
Tetris fue mostrado en la Feria de Electrónica de Consumo de enero de 1988 en Las Vegas, donde fue adquirido por el editor de juegos estadounidense de origen holandés Henk Rogers, entonces basado en Japón. Esto eventualmente llevó a un acuerdo negociado con Nintendo donde Tetris se convirtió en un juego de lanzamiento para Game Boy y se incluyó con cada sistema.

### Implementación
A Pázhitnov se le atribuye el "concepto original, diseño y programa" pero no estuvo directamente involucrado en el desarrollo de esta versión. Según la Fundación de Historia de los Videojuegos, las paletas de colores del juego fueron seleccionadas por Howard Phillips.
La NES no tiene soporte de hardware para generar números aleatorios. Se implementó un generador de números pseudoaleatorios con un registro de desplazamiento con retroalimentación lineal de 16 bits. El algoritmo produce una distribución cercana, pero ligeramente desigual, de los siete tipos de piezas del juego; por cada 224 piezas, hay una pieza de barra larga menos de lo esperado en una distribución uniforme.
El código del juego incluye un modo versus para dos jugadores inacabado e inaccesible, que envía filas de bloques basura (con una apertura) al fondo del tablero del oponente cuando se eliminan líneas. Esta característica pudo haber sido descartada debido a un cronograma de desarrollo apresurado o para promover las ventas del Cable Link, que permite un modo de dos jugadores en el Tetris para Game Boy de Nintendo.

### Música
La banda sonora fue escrita por el compositor de Nintendo Hirokazu Tanaka, quien también compuso la versión de Game Boy. Enfocándose en la música clásica rusa, la banda sonora incluye arreglos de "Danza del Hada de Azúcar" del ballet El cascanueces de Pyotr Ilyich Tchaikovsky y la obertura de la ópera Carmen de Georges Bizet. La primera reemplaza el arreglo de "Korobéiniki" presente en la versión de Game Boy, que se ha asociado fuertemente con Tetris.

## Lanzamiento
Tetris fue comercializado extensamente para la temporada navideña de 1989. La publicidad televisiva usó el eslogan "¡Has sido Tetris-izado!", refiriéndose al efecto Tetris. El lema "¡Desde Rusia con diversión!" aparece en la portada del juego, haciendo referencia a Desde Rusia con amor de Ian Fleming. Nintendo enfatizó su licencia exclusiva para consolas domésticas en el mercadeo dirigido a minoristas, afirmando que "Ninguna otra compañía en el mundo está ahora, ni ha estado nunca, licenciada para comercializar el título de videojuego doméstico Tetris".
En sus primeros seis meses de lanzamiento en 1990, la versión NES de Tetris de Nintendo vendió 1.5 millones de copias por un total de US$52 millones (equivalente a $128 millones en 2023), superando a las versiones de Spectrum HoloByte para computadoras personales con 150,000 copias por US$6 millones (equivalente a $15.5 millones en 2023) en los dos años anteriores desde 1988. A 2004, se vendieron 8 millones de copias de la versión NES a nivel mundial.
En 1991, Tetris fue incluido como juego incorporado en algunas consolas NES europeas. A diferencia de la versión de Game Boy, el lanzamiento de NES no estuvo disponible para compra en la Consola Virtual de Nintendo. En 2024, Tetris fue lanzado en la Nintendo Switch Online.

## Recepción
IGN señaló que "casi todos" consideraban el Tetris de Nintendo inferior al Tetris de Atari, que fue retirado de los estantes debido a problemas de licenciamiento. Computer Entertainer recomendó el Tetris de Nintendo solo a consumidores que no habían jugado la versión de Atari, la cual, según dice, tiene gráficos, jugabilidad y opciones superiores, llamando su retiro de las tiendas "desafortunado para los jugadores" de juegos de lógica. Electronic Gaming Monthly calificó la versión de Atari como "más jugable y profunda" que la de Nintendo.
La revista alemana de videojuegos Aktueller Software Markt consideró el juego un éxito, elogiando el nivel inicial ajustable y la música. La reseña consideró los gráficos adecuados, señalando que no abruman los sentidos.

## Legado
Tetris & Dr. Mario (1994) incluye un remake mejorado de Tetris. Tetris Effect: Connected (2020) incluye un modo de juego que simula las reglas y visuales de Tetris para NES.
Los eventos que llevaron a Nintendo a adquirir la licencia para publicar un juego de Tetris para consolas se explican en el documental de televisión de la BBC Tetris: From Russia with Love (2004), así como en la película Tetris (2023).
Desde 2018, el Tetris de Nintendo ha experimentado un resurgimiento en popularidad entre una audiencia más joven. En 2020, más personas alcanzaron un puntaje máximo que de 1990 a 2019 combinados.

### Uso en investigación
En 2018, se pidió a 11 expertos en Tetris clásico que jugaran con la ventana de vista previa de la siguiente pieza desactivada (modo "no next box" o "sin casilla siguiente"). Se encontró que su puntaje promedio cayó drásticamente, de 465 371 en juegos de control a 6457 en el modo casilla desactivada. El autor señala que, aunque un participante se convirtió en el campeón del mundo de ese año, no se registró ningún jugador que obtuviera un Tetris en ninguno de los juegos de modo sin casilla siguiente.
En un estudio de 2023, se grabó a 160 personas jugando Tetris clásico. Las grabaciones sugirieron que los jugadores novatos parpadean menos de lo habitual mientras juegan Tetris, mientras que los jugadores experimentados permanecieron más cerca de su tasa normal de parpadeo. El estudio concluye que la habilidad en Tetris de una persona puede evaluarse por su tasa de parpadeo durante el primer minuto de juego. En contraste, el siete veces campeón mundial Jonas Neubauer suprimió manualmente su reflejo de parpadeo mientras jugaba, lo que le causó problemas de salud y le llevó a usar gotas oculares de forma habitual.